# Adamo Rossi

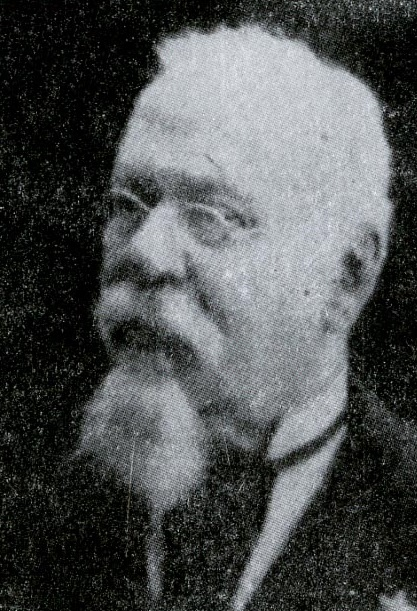
Adamo Rossi

Adamo Rossi (Petrignano d'Assisi, 5 marzo 1821 – Perugia, 22 febbraio 1891) è stato un patriota, bibliotecario ed erudito italiano.

## Biografia
Dopo gli studi presso il Seminario arcivescovile di Perugia, prese parte alla Prima guerra d'indipendenza come cappellano militare dei volontari perugini. Tornato a Perugia tenne una lunga corrispondenza con il governo della Repubblica Romana del 1849, che gli costò la sospensione a divinis da parte di papa Pio IX e l'allontanamento dall'insegnamento. Nel 1857 ebbe l'incarico di bibliotecario presso la Biblioteca Augusta (di cui fu direttore dal 1858 al 1886) e, dopo il 1860, con la cessazione dello Stato pontificio, anche la cattedra di italiano e latino al Liceo. Nel 1862 svestì l'abito ecclesiastico e si sposò. Si dedicò interamente agli studi di paleografia, diplomatica e storia civile, letteraria e artistica di Perugia, lasciando numerose pubblicazioni. Venne incaricato dal Comune di Perugia di redigere l'inventario dei codici, libri e quadri confiscati alle Congregazioni religiose. Nel 1885 sparì per furto il codice miniato del De Officiis di Cicerone e il Rossi subì una lunga inchiesta amministrativa e giudiziaria che alla fine lo scagionò, ma che ne rese evidente la grave negligenza. Amareggiato dal fatto, diede le dimissioni l'anno successivo e andò a insegnare latino al Ginnasio di Bevagna. Morì di lì a poco per complicazioni cardiache. 
Il colpevole del furto non venne mai trovato, e i sospetti caddero su di un bidello che qualche anno dopo il fatto si costruì una villetta, che i perugini chiamarono Villa Cicerone.